# سونيك يونيفيرس (قصة مصورة)
هي من القصص المصورة التابعة للقصة المصورة سونيك القنفذ. , و هي أيضا من إصدار آرتشي كومكس.

## تقسيمها
بدأت سونيك يونيفيرس لتحل بديلة عن سونيك إكس, و تكمل قصتها , و كل قصة فيها أربعة أجزاء , تتكلم عن نفس القصة , إلا الإصدار الخمسون و الخامس و الأربعون , حيث الإصدار الخمسون 48 صفحة و يتكلم عن قصة و احدة في إصدار واحد , و الإصدار الخامس و الأربعون صفحاته عادية و لكن تتكلم عن قصة واحدة .

## قصصها
لها قصص عديدة و هي تتمثل في الاتي:
The Shadow Saga
30 Years Later
Journey to the east
The Tails Adventure
Treasure Team Tango
The Silver Saga
Scourge Lock-Down
Babylon Rising
Scrambled
Secret Freedom Fighters
سيجا Game Tie in : القنفذ سونيك (شخصية خيالية) and superstars racing transformed
Chaotix Quest
Forged in Fire